# Saint-Martin-du-Frêne
Saint-Martin-du-Frêne är en kommun i departementet Ain i regionen Auvergne-Rhône-Alpes i östra Frankrike. Kommunen ligger  i kantonen Nantua som ligger i arrondissementet Nantua. Kommunens areal är 19,14 km². År 2022 hade Saint-Martin-du-Frêne 1 027 invånare.

## Befolkningsutveckling
Antalet invånare i kommunen Saint-Martin-du-Frêne
Referens: INSEE